# 父よ母よ!
『父よ母よ!』（ちちよははよ）は、1980年に日本で公開された映画。
カルロヴィ・ヴァリ国際映画祭ファシスト闘争賞を受賞した。

## スタッフ
- 監督・脚本：木下惠介
- 製作：沢村国男、斎藤守恒
- 原作：斎藤茂男「ルポルタージュ父よ母よ!」
- 撮影：小杉正雄
- 音楽：木下忠司

## キャスト
- 多喜子：三原順子
- 未沙：滝沢美幸
- 阿矢子：吉田康子
- 江美：夏江麻岐
- 俊二：原千明
- 淳一：入江則雅
- 由香里：佐藤敏江
- 喜久蔵：水野広
- 幸夫：岡元達哉
- 冬樹：石田純
- 織江：斉藤とも子
- 新聞記者：加藤剛
- 阿矢子の母：吉行和子
- P先生：中野誠也
- 俊二の母：奈良岡朋子
- 俊二の母の男：長門裕之
- 淳一の父：田村高廣
- 淳一の母：岩崎加根子
- 児童心理学者：河原崎国太郎
- 浅川先生：若山富三郎